# Regole per ben servire gli Infermi
Le Regole per ben servire gli Infermi sono le regole redatte da Camillo de Lellis presso l'Ospedale San Giacomo degli Incurabili di Roma nel 1584 che poi usò come regola dell'ordine dei Ministri degli Infermi da lui fondato nel 1591.

## Contesto storico

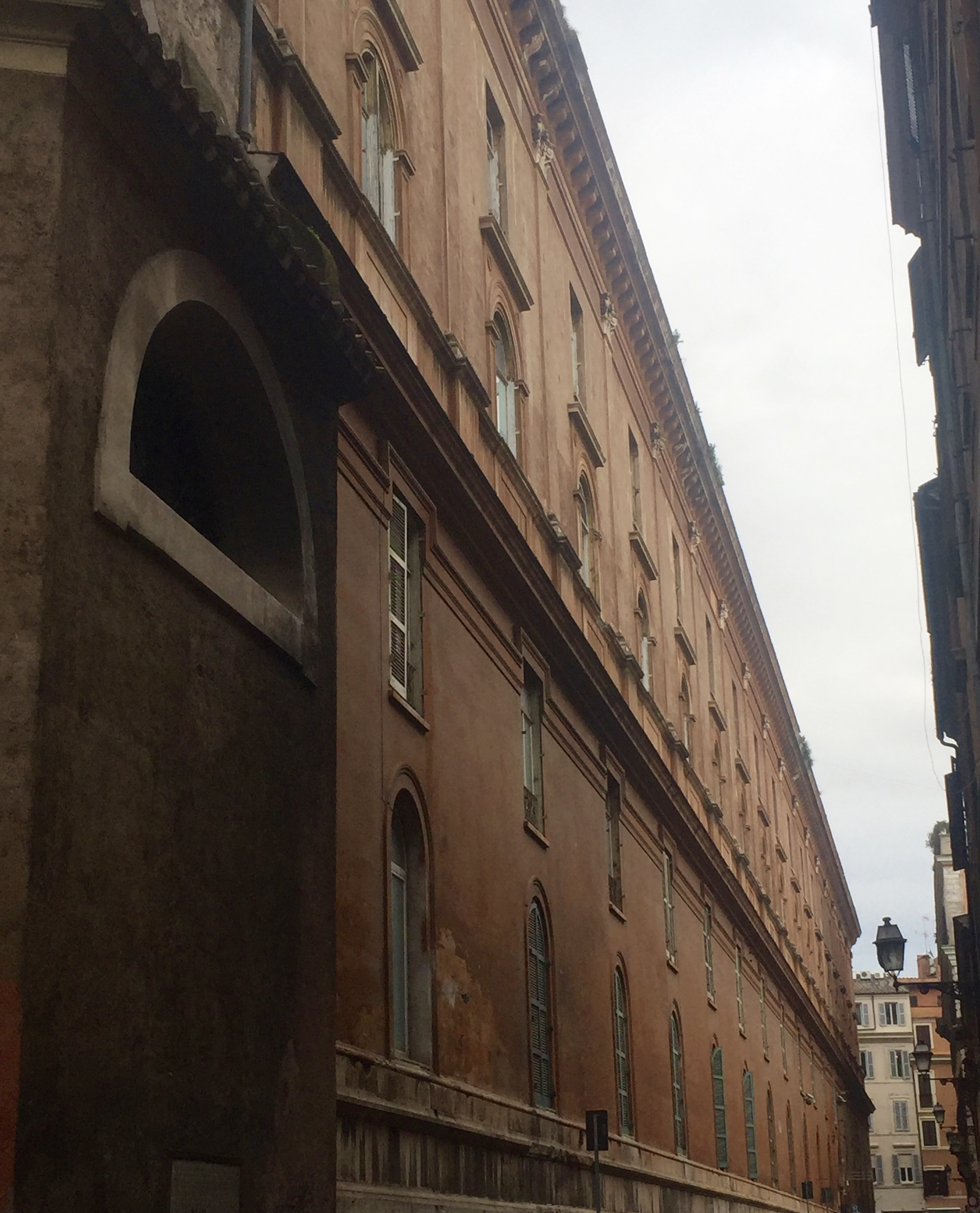
La prima redazione delle Regole avvenne all'Ospedale di San Giacomo degli Incurabili, Roma

A Roma, alla fine del Cinquecento, il Maestro di casa dell'ospedale San Giacomo degli Incurabili, Camillo de Lellis cercò di riformare la gestione dell'ospedale. In generale, la situazione negli ospedali romani non era per niente buona: dopo decenni di dilagare delle epidemie, iniziato con il Sacco di Roma del 1527, gli infermieri degli ospedali erano in perenne ricambio, "mercennarij", poco formati e poco rispettosi degli infermi.
La pessima situazione presso il più grande e principale ospedale romano, l'Arcispedale di Santo Spirito, era riportata su un memoriale dal suo commendatore Bernardino Cirillo (in carica tra il 1550 e il 1574) che descrive il servizio ospedaliero "pessimo et abbominevole", svolto da "tutta diavolata gente anormale, et tra di loro sia maledetto il buono, et si mezza parola hanno di mala satisfazione e ti piantano o ti rubbano". La stessa situazione veniva rilevata ancora da due visite papali effettuate tra il 1574 e il 1585.
Tra il 1584 e il 1585, durante il suo servizio presso il San Giacomo, Camillo de Lellis redasse la prima versione delle sue Regole, con l'intenzione di creare una compagnia di "uomini pij et da bene", che pratichino "per mercede, ma volontariamente e per amor d’Iddio".
Dopo la prima redazione delle Regole, Camillo estese la sua attività al Santo Spirito, dove prese servizio fino alla fine della sua vita (anche se non lasciò mai del tutto il San Giacomo e dove intervenne di persona ancora nei casi più gravosi), e poi ancora in altre città Italiane, dove viaggiò nei suoi ultimi anni: Napoli, Genova, Venezia, Milano, Mantova, Cremona, introducendo nei rispettivi ospedali i suoi Ministri degli Infermi e dunque anche la sua Regola.
Nel 1613, durante la sua permanenza nell'Ospedale Maggiore di Milano, Camillo ne redasse una seconda versione, pubblicata su rivista per intero solo nel 1937.

## Contenuto
Il "Servo degli infermi" deve guardare all'infermo con "mansuetudine et charità" e con "affetto materno", rifuggendo dai "mali portamenti" e dalle "male parole".
Il testo contiene due tipi di disposizioni: uno riguardo alla costituzione interna della Compagnia, l'altro tratta il comportamento con i malati; però non è posta una separazione netta tra queste due tipologie. 
Alcune disposizioni intendono contrastare gli interessi economici dei beni ospedalieri che vanno a svantaggio dell'assistenza ai malati (ad es. le regole 28, 44). 

### Le regole

#### Disposizioni interne alla Compagnia
- La prima regola è il saper osservare povertà, castità e obbedienza, più l'"hospitalità perpetua".[2] Dato che l'importante è che i membri siano "guidati dalla grazia dello Spirito Santo" la compagnia è libera dall'obbligo del voto, ma è anche lasciata la libertà della volontà di farlo privatamente.
- La terza regola è ispirata dallo spirito francescano della povertà dei Cappuccini[4] degli anni precedenti di Camillo: "Nessuno possederà cosa propria, ma ogni cosa sia in comune, e in comune non possiamo aver altro di stabile che la casa dove abiteremo".
- La regola 28 intende contrastare il prevalere degli interessi economici della gestione ospedaliera e dei suoi beni sulle reali esigenze dell'assistenza ai malati[4]: "Perché le cure, maneggi delle cose temporali impediscono lo spirito di carità verso il prossimo, però ognuno si guarderà di non lasciarsi indurre da nessuno ad aver simili maneggi delli ospedali come sono maneggi di denari ed altre robe, avere cura al governo della casa e maneggiare entrate di ospedale. Pertanto ognuno si guarderà con ogni diligenza di non fare contro detto ordine, e se alcuno presumere di fare, ovvero procurare il contrario per sé ovvero per gli altri subito si intende a quel tale essere fuori dalla compagnia ancorché fosse superiore di tutti."[2]
- La regola 34 stabilisce la rinuncia formale al proprio interesse e incita a dare esempio di buon operato in prima persona: "ognuno[...] più presto si sforzi di insegnare con opere che con parole e di conservarsi amorevoli tutti quelli che servono nelli Hospitali".[2]
- La regola 38 vieta di giudicare male chi mancasse al proprio dovere: "Quando si faranno li servitii comuni ognuno procuri di fare il debito suo, e... chi vedrà che alcuni mancano, non ardiscano di mormorare, ma si persuada più presto che quelli siano occupati in altre cose e così habbiano legittima scusa".[2]
- La regola 44 è pure motivata dall'impedire indebite pressioni sugli infermi  "Nessuno esorti ad alcuno infermo a lasciare alcuna cosa a la nostra Compagnia ma se alcuno Infermo di quelli che starà nelli Hospitali lassasse alcuna cosa alla nostra Compagnia per niun modo si possa accettare e se pur alcuno facesse testamento in util nostro si applichi subito a l'hospitale dove lui morirà".[2]
- La regola 45 toglie qualunque dubbio di dissenso con i guardiani degli ospedali, ordinando che: "non si riceva nessuno nella Compagnia di quelli che servono negli Hospitali, senza che ne sia pregato alcuni delli Superiori cioè Governatori dell'Hospitale dove lui (l'aspirante, n.d.r.) serviva".[2]

#### Disposizioni verso gli Infermi
- La carità verso gli infermi ha la precedenza sugli altri bisogni, per cui in caso di necessità essa è prioritaria perfino all'ascolto della Santa Messa (regola 9), o della predica (regola 8), o di qualunque atto, compresi i più importanti, della vita comune (regola 10).[2]
- Le cure maggiori sono destinate ai malati più gravi: anche quando un Infermo "sarà abbandonato dal Medico o sarà in agonia si metta la diligenza possibile in aiutarlo a ben morire" (regola 34) "senza lasciarlo mai solo" (regola 43).[2]
- La regola 39 stabilisce che "ognuno si guardi di trattare li poveri infermi con mali portamenti, cioè usandoci male parole, et altre cose simili".[2]
- La regola 41 stabilisce di non abusare nel somministrare i sacramenti, per cui "si avvertirà il Padre Confessore quanto prima con consenso però dell'Infermo".[2]